# Estación de Zúrich Wipkingen
La estación de Zúrich Wipkingen es una estación ferroviaria situada en la comuna suiza de Zúrich, en el Cantón de Zúrich.

## Historia
La estación se abrió en el año 1932 en la línea que va de la estación de Zúrich hasta Zúrich Oerlikon.

## Situación
La estación se encuentra ubicada en el barrio de Wipkingen, dentro del distrito 10 de la ciudad de Zúrich.
Cuenta con un andén central al que acceden dos vías pasantes.

## Servicios ferroviarios
Los servicios son operados por SBB-CFF-FFS, permitiendo conexiones de cercanías (S-Bahn Zúrich).

### S-Bahn Zúrich
La estación está incluida dentro de la red de cercanías S-Bahn Zúrich, que ofrece conexiones frecuentes con las principales comunas del Cantón de Zúrich:
- S 2 Effretikon – Zúrich Aeropuerto – Zúrich HB – Pfäffikon SZ – Ziegelbrücke
- S 8 Weinfelden – Winterthur – Wallisellen – Zúrich HB – Thalwil – Pfäffikon SZ
- S 14 Affoltern am Albis – Altstetten – Zúrich HB – Oerlikon – Wallisellen – Hinwil